# 腺毛飞蛾藤
腺毛飞蛾藤（学名：Porana duclouxii var. lasia）为旋花科飞蛾藤属三列飞蛾藤的变种。分布于中国大陆的湖北、云南、四川等地，生长于海拔670米至2,000米的地区，多生长于草坡和灌丛中，目前尚未由人工引种栽培。

## 别名
乌里矮（云南广南）